# Среда Эндо

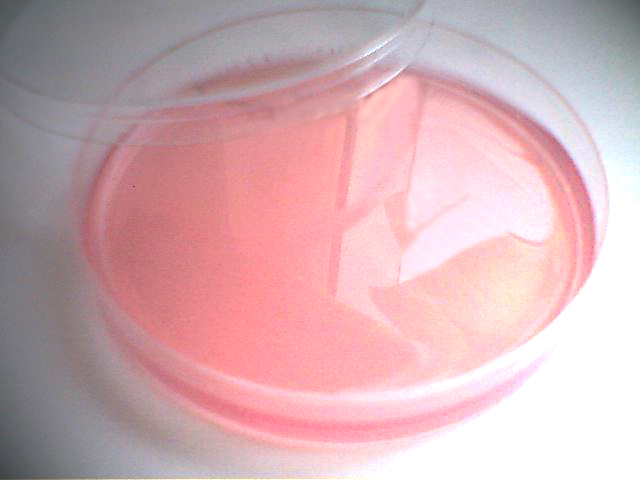
Чашка Петри со средой Эндо

Среда́ Э́ндо — селективная питательная среда, предназначенная для выделения энтеробактерий. Названа по имени предложившего её японского бактериолога Сигэру Эндо (1869—1937). Обладает слабыми селективными свойствами, компоненты среды подавляют рост грамположительных бактерий.

## Состав
Мясопептонный агар, лактоза, фуксин, сульфит натрия (Na2SO3), гидрофосфат натрия, карбонат натрия.

## Принцип действия
Фуксин обесцвечивается сульфитом натрия (образуется бесцветная фуксинсернистая кислота — реактив Шиффа). Энтеробактерии, сбраживающие лактозу, в процессе брожения выделяют муравьиную кислоту, которая даёт цветную реакцию с реактивами на альдегиды, в том числе и с фуксинсернистой кислотой с образованием свободного фуксина, в результате чего их колонии окрашиваются в малиново-красный цвет с металлическим блеском или без него. Колонии бактерий, не сбраживающих лактозу, имеют белый или слабо-розовый цвет (цвет питательной среды).